# Zuttiyehgrot
De Zuttiyehgrot (Mugharet el-Zuttiyeh, "Grot van de rover") is een archeologische site in Boven-Galilea, Israël, aan de rand van de Wadi Amud, ongeveer 3,5 kilometer ten noordwesten van het Meer van Tiberias. Het was de vindplaats van een schedel van een vroege mens, bekend als de Galileaschedel of Palestinamens.

## De grot
De Zuttiyehgrot bevindt zich ongeveer 30 m boven de dalbodem van de wadi en 148 m boven de zeespiegel. Ze bestaat uit een grote, uit het kalksteen uitgespoelde kamer van 20 m diep, 12 tot 18 meter breed, met een ingang naar het westen van 10 m hoog en 13 m breed. 
Onder leiding van de Britse archeoloog Francis Turville-Petre vond in 1925-1926 de eerste verkenning van de grot plaats, hetgeen tegelijkertijd de eerste paleoantropologische opgraving in Palestina was. Onder leiding van Turville-Petre werden ongeveer 550 m³ sediment uit de grot verwijderd.

## Vondsten
Tijdens de opgravingen van Francis Turville-Petre werd een gedeeltelijke schedel gevonden, met bijna volledig voorhoofdsbeen, gedeeltelijk bewaard gebleven linker jukbeen en opvallende wenkbrauwboog. Het was het eerste in West-Azië gevonden fossiel van een vroege mens. Turville-Petre beschreef het als de "Galileaschedel", en als neanderthaler-achtig. Daarnaast werden talrijke stenen werktuigen gevonden. Oorspronkelijk als Moustérien beschreven, werden ze later tot het Yabrudian gerekend, wat een leeftijd tussen 500.000 en 200.000 BP suggereert. In de jaren 1970 werden bij nieuwe opgravingen verdere stenen gereedschappen gevonden.

### Classificatie
Tot op heden blijkt de plaats van de schedel in de menselijke evolutie moeilijk te bepalen. Arthur Keith beschreef hem in 1927 in de eerste wetenschappelijke beschrijving als "neanderthaloïde". Latere studies toonden aan dat het gezicht relatief vlak was, zonder bewijs van neanderthaler-achtige prognathie. In 1939 deelden Arthur Keith en Theodore D. McCown de vondst, samen met de in de Skhul en Qafzeh-grotten gevonden overblijfselen, in als Palaeoanthropus palestinensis.
Andere onderzoekers beschreven hem als archaïsche Homo sapiens, en Milford H. Wolpoff zag er in 1993 zelfs een afstammeling van de Pekingmens in. Een onderzoeksgroep van het Max Planck Instituut voor Evolutionaire Antropologie rond Katerina Harvati-Papatheodorou en Jean-Jacques Hublin wees in 2012 op gemeenschappelijke kenmerken van de schedel met de fossielen Shanidar 5, Arago XXI en Skhul V, maar zagen af van een definitieve bepaling van zijn ontwikkelingsgeschiedenispositie. Bernard Wood stelde in zijn Wiley-Blackwell Encyclopedia of Human Evolution dat de kenmerken van de Zuttiyeh-schedel konden worden geïnterpreteerd als tot een bevolking behorend waaruit later de bewoners van de Skhulgrot ontstonden.
Een in 2021 bij de stad Ramla gevonden fossiel, de Nesher Ramla-mens (140-120.000 BP), werd ook in verband gebracht met deze groep vroege mensen, die tussen 420.000 en 120.000 jaar geleden in West-Azië leefde.
De Galilea-schedel bevindt zich tegenwoordig, samen met veel van de andere vondsten van Turville-Petre, in het Rockefellermuseum in Oost-Jeruzalem. Een replica van de schedel is te zien in het Israëlmuseum.